# Eurycyde flagella
Eurycyde flagella is een zeespin uit de familie Ascorhynchidae. De soort behoort tot het geslacht Eurycyde. Eurycyde flagella werd in 2000 voor het eerst wetenschappelijk beschreven door Nakamura & Chullasorn. 